# Cère (Landes)
Pour les articles homonymes, voir Cère.
Cère (Cèra, en gascon) est une commune du Sud-Ouest de la France, située dans le département des Landes (région Nouvelle-Aquitaine).

## Géographie

### Localisation
La commune de Cère est située dans la partie centrale du département des Landes, à 15 km au nord de Mont-de-Marsan et à 14 km au sud de Labrit, chef-lieu de canton et de la communauté de communes du Pays d'Albret à laquelle elle appartient. Composante des Petites-Landes, le territoire de Cère est limitrophe au nord du territoire du parc naturel régional des Landes de Gascogne, et au sud de la communauté d'agglomération de Mont-de-Marsan. C'est en ce sens que la position géographique de Cère est particulière : à cheval sur deux territoires opposés, elle se rapproche, en termes d'évolution territoriale, plus de Mont-de-Marsan que la plupart des autres communes de la communauté de communes du Pays d’Albret.

### Communes limitrophes
Les communes limitrophes sont  Brocas, Canenx-et-Réaut, Garein, Geloux, Saint-Avit, Saint-Martin-d'Oney et Uchacq-et-Parentis.
Les sept communes limitrophes sont :
| Garein                                   | Brocas             |                                 |
| Geloux                                   | Cère               | Canenx-et-Réaut                 |
| Saint-Martin-d'Oney (par un quadripoint) | Uchacq-et-Parentis | Saint-Avit (par un quadripoint) |

### Géologie et relief
Le territoire communal s'étend sur 3 987 hectares de l'espace forestier des Landes de Gascogne. La surface boisée à Cère est de 3 650 ha, soit environ 95 % de la surface communale, dont 930 sont propriété de la commune. L'altitude varie de 44 m aux abords de l'Estrigon, affluent droit de la Midouze, à près de 100 m d’altitude au nord-est du territoire.

### Climat
Pour des articles plus généraux, voir Climat de la Nouvelle-Aquitaine et Climat des Landes.
Historiquement, la commune est exposée à un climat océanique aquitain.  
En 2020, Météo-France publie une typologie des climats de la France métropolitaine dans laquelle la commune est exposée à un climat océanique et est dans la région climatique  Aquitaine, Gascogne, caractérisée par une pluviométrie abondante au printemps, modérée en automne, un faible ensoleillement au printemps, un été chaud (19,5 °C), des vents faibles, des brouillards fréquents en automne et en hiver et des orages fréquents en été (15 à 20 jours).
Pour la période 1971-2000, la température annuelle moyenne est de 12,8 °C, avec une amplitude thermique annuelle de 14,5 °C. Le cumul annuel moyen de précipitations est de 1 018 mm, avec 12 jours de précipitations en janvier et 7,5 jours en juillet. Pour la période 1991-2020, la température moyenne annuelle observée sur la station météorologique la plus proche, située sur la commune de Mont-de-Marsan à 12 km à vol d'oiseau, est de 13,8 °C et le cumul annuel moyen de précipitations est de 918,1 mm,. Pour l'avenir, les paramètres climatiques de la commune estimés pour 2050 selon différents scénarios d’émission de gaz à effet de serre sont consultables sur un site dédié publié par Météo-France en novembre 2022.

## Urbanisme

### Typologie
Au 1er janvier 2024, Cère est catégorisée commune rurale à habitat dispersé, selon la nouvelle grille communale de densité à sept niveaux définie par l'Insee en 2022.
Elle est située hors unité urbaine. Par ailleurs la commune fait partie de l'aire d'attraction de Mont-de-Marsan, dont elle est une commune de la couronne,. Cette aire, qui regroupe 101 communes, est catégorisée dans les aires de 50 000 à moins de 200 000 habitants,.

### Occupation des sols

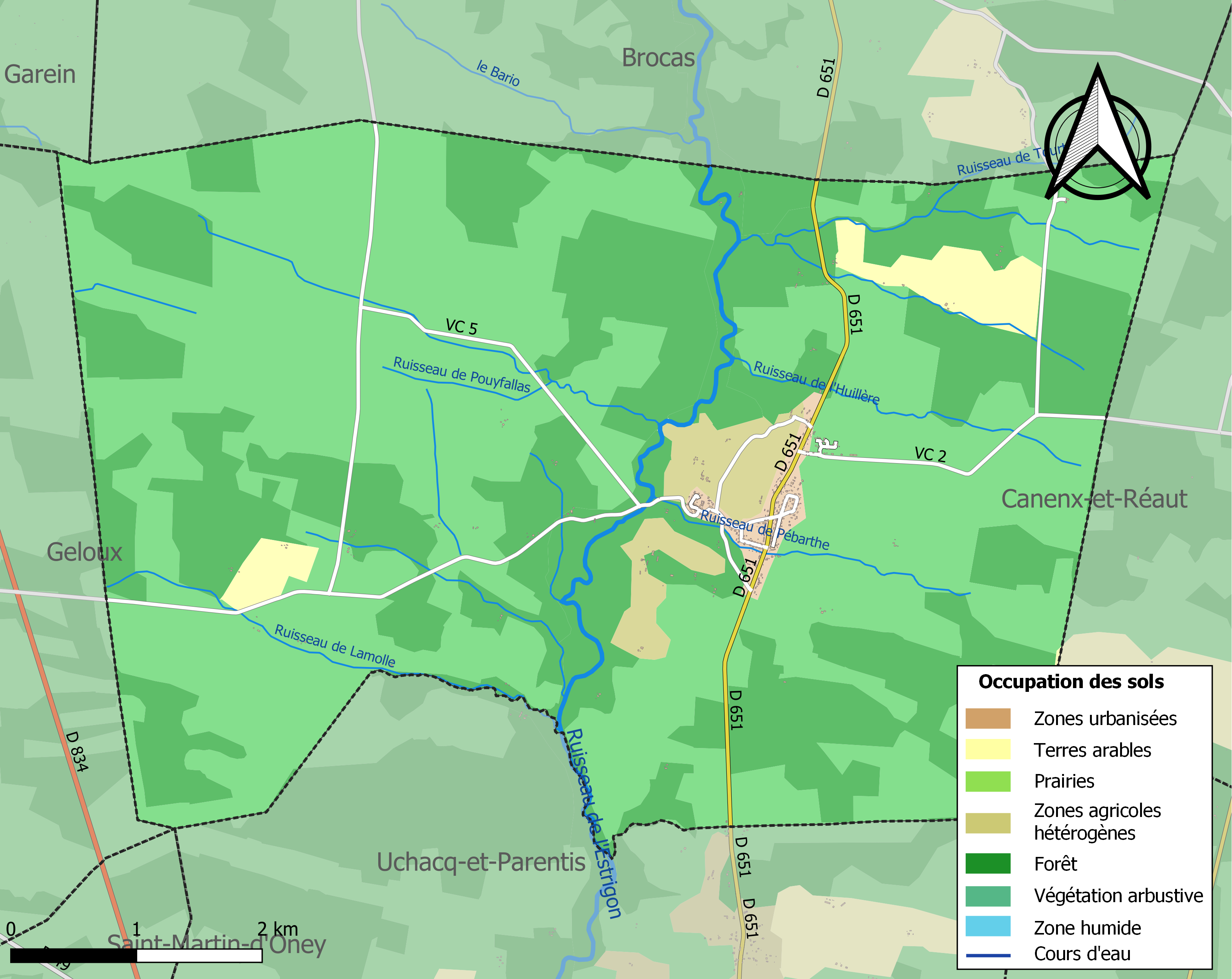
Carte des infrastructures et de l'occupation des sols de la commune en 2018 (CLC).

L'occupation des sols de la commune, telle qu'elle ressort de la base de données européenne d’occupation biophysique des sols Corine Land Cover (CLC), est marquée par l'importance des forêts et milieux semi-naturels (94,1 % en 2018), en diminution par rapport à 1990 (96,4 %). La répartition détaillée en 2018 est la suivante : milieux à végétation arbustive et/ou herbacée (57,5 %), forêts (36,6 %), zones agricoles hétérogènes (2,6 %), terres arables (2,3 %), zones urbanisées (1,1 %). L'évolution de l’occupation des sols de la commune et de ses infrastructures peut être observée sur les différentes représentations cartographiques du territoire : la carte de Cassini (XVIIIe siècle), la carte d'état-major (1820-1866) et les cartes ou photos aériennes de l'IGN pour la période actuelle (1950 à aujourd'hui).

### Voies de communication et transports

#### Voies
| 87 odonymes recensés à Cère au 29 décembre 2013 | 87 odonymes recensés à Cère au 29 décembre 2013 | 87 odonymes recensés à Cère au 29 décembre 2013 | 87 odonymes recensés à Cère au 29 décembre 2013 | 87 odonymes recensés à Cère au 29 décembre 2013 | 87 odonymes recensés à Cère au 29 décembre 2013 | 87 odonymes recensés à Cère au 29 décembre 2013 | 87 odonymes recensés à Cère au 29 décembre 2013 | 87 odonymes recensés à Cère au 29 décembre 2013 | 87 odonymes recensés à Cère au 29 décembre 2013 | 87 odonymes recensés à Cère au 29 décembre 2013 | 87 odonymes recensés à Cère au 29 décembre 2013 | 87 odonymes recensés à Cère au 29 décembre 2013 | 87 odonymes recensés à Cère au 29 décembre 2013 | 87 odonymes recensés à Cère au 29 décembre 2013 | 87 odonymes recensés à Cère au 29 décembre 2013 |
| Allée                                           | Avenue                                          | Bld                                             | Chemin                                          | Clos                                            | Impasse                                         | Passage                                         | Place                                           | Quai                                            | Rd-point                                        | Route                                           | Rue                                             | Square                                          | Villa                                           | Autres                                          | Total                                           |
| ----------------------------------------------- | ----------------------------------------------- | ----------------------------------------------- | ----------------------------------------------- | ----------------------------------------------- | ----------------------------------------------- | ----------------------------------------------- | ----------------------------------------------- | ----------------------------------------------- | ----------------------------------------------- | ----------------------------------------------- | ----------------------------------------------- | ----------------------------------------------- | ----------------------------------------------- | ----------------------------------------------- | ----------------------------------------------- |
| 0                                               | 0                                               | 0                                               | 4                                               | 0                                               | 0                                               | 0                                               | 0                                               | 0                                               | 0                                               | 10                                              | 4                                               | 0                                               | 1                                               | 68                                              | 87                                              |
| Notes « N »                                     | Notes « N »                                     | 1. 2. 3. 4.                                     | 1. 2. 3. 4.                                     | 1. 2. 3. 4.                                     | 1. 2. 3. 4.                                     | 1. 2. 3. 4.                                     | 1. 2. 3. 4.                                     | 1. 2. 3. 4.                                     | 1. 2. 3. 4.                                     | 1. 2. 3. 4.                                     | 1. 2. 3. 4.                                     | 1. 2. 3. 4.                                     | 1. 2. 3. 4.                                     | 1. 2. 3. 4.                                     | 1. 2. 3. 4.                                     |
| Sources : rue-ville.info & OpenStreetMap        |                                                 |                                                 |                                                 |                                                 |                                                 |                                                 |                                                 |                                                 |                                                 |                                                 |                                                 |                                                 |                                                 |                                                 |                                                 |

### Risques majeurs
Le territoire de la commune de Cère est vulnérable à différents aléas naturels : météorologiques (tempête, orage, neige, grand froid, canicule ou sécheresse), feux de forêts, mouvements de terrains et séisme (sismicité très faible). Un site publié par le BRGM permet d'évaluer simplement et rapidement les risques d'un bien localisé soit par son adresse soit par le numéro de sa parcelle.
Cère est exposée au risque de feu de forêt. Depuis le 20 avril 2016, les départements de la Gironde, des Landes et de Lot-et-Garonne disposent d’un règlement interdépartemental de protection de la forêt contre les incendies. Ce règlement vise à mieux prévenir les incendies de forêt, à faciliter les interventions des services et à limiter les conséquences, que ce soit par le débroussaillement, la limitation de l’apport du feu ou la réglementation des activités en forêt. Il définit en particulier cinq niveaux de vigilance croissants auxquels sont associés différentes mesures,.
Les mouvements de terrains susceptibles de se produire sur la commune sont des tassements différentiels.

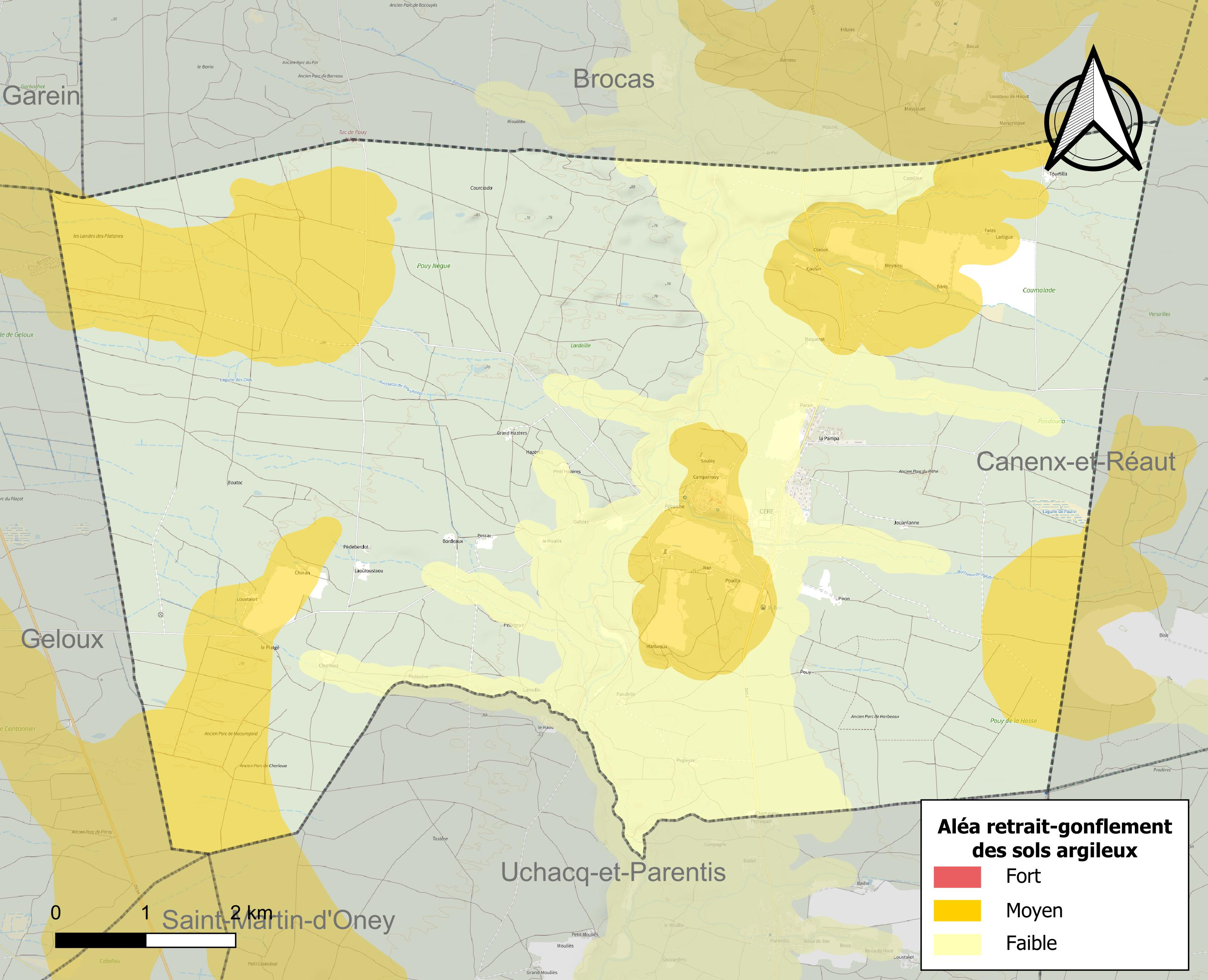
Carte des zones d'aléa retrait-gonflement des sols argileux de Cère.

Le retrait-gonflement des sols argileux est susceptible d'engendrer des dommages importants aux bâtiments en cas d’alternance de périodes de sécheresse et de pluie. 25,2 % de la superficie communale est en aléa moyen ou fort (19,2 % au niveau départemental et 48,5 % au niveau national). Sur les 192 bâtiments dénombrés sur la commune en 2019, 48 sont en aléa moyen ou fort, soit 25 %, à comparer aux 17 % au niveau départemental et 54 % au niveau national. Une cartographie de l'exposition du territoire national au retrait gonflement des sols argileux est disponible sur le site du BRGM,.
La commune a été reconnue en état de catastrophe naturelle au titre des dommages causés par les inondations et coulées de boue survenues en 1999 et 2009 et par des mouvements de terrain en 1999

## Histoire
En 840, les Normands détruisent le village.
En 1361, Arnaud de Lescun soutient un procès contre les clarisses de Mont-de-Marsan, relatif à certains droits seigneuriaux dans la paroisse. Ces mêmes clarisses disputent à Poyferré de Cère, la légitimité du titre d'écuyer et de seigneur de Cère. Par arrêté de la Cour du 9 octobre 1777, elles sont déboutées[réf. nécessaire].
En 1569, les huguenots pillent l'église et enlèvent tous ses ornements. Ses ruines subsistent encore en 1866, année où la nouvelle église est bâtie, grâce à l’aide de Poyferré de Cère, par l'entrepreneur Fleuran et l'architecte Forignan, qui avait également conçu celle de Mugron. Les églises de Cère et de Mugron ont en effet le même clocher à quatre clochetons. Les vitraux de Cère sont créés par la maison Goussard de Condom.
Jean-Marie de Poyferré de Cère (1768-1858) est connu à la fois comme parlementaire et agriculteur. En 1806, Napoléon Ier le nomme chef de l'établissement de mérinos dans les Landes. En 1808, Poyferré de Cère a en effet la mission de ramener d'Espagne, en vertu du traité de Bâle, les premiers moutons mérinos (au total 1200 seront sélectionnés) et de les acclimater au département des Landes. L'élevage de moutons mérinos n'a pas de lendemain : il s’avère inefficient. Ces bêtes ne peuvent résister au régime des maigres pâturages et l'on doit revenir à la brebis landaise. Inspecteur principal des Bergeries impériales, tel est le titre de l'initiateur qui paie, d’ailleurs, de ses deniers, son expérience désastreuse. À la pointe des combats incessants, il obtient du Parlement des mesures législatives en faveur de l'agriculture, qui ne sont pas restées sans lendemain, ouvrant ainsi une ère plus prospère au monde agraire. La colonne commémorative des Bergeries impériales est érigée dans le parc du château de Cère.
Commune essentiellement sylvicole, une exploitation sidérurgique tente un effort d'implantation localement, vers 1874, mais l'usine ne fonctionne que peu de temps.
En 1920, il y a encore sur l'Estrigon un moulin typique. Faute de rentabilité, ce dernier disparaît. Ses vestiges sont visibles dans un site fort pittoresque, à mi-chemin entre Cère et Brocas-les-Forges. On l’appelait le « moulin de Caillaou ». À « Caillaou », existent aussi les vestiges de l’ancienne forge de Cère.
Le matin du 21 août 1944, les troupes d'occupation allemandes ayant quitté Mont-de-Marsan font halte sur la route nationale no 651, près de la gare de Uchacq-et-Parentis, tandis que des éléments de l'arrière-garde achèvent de faire exploser les dépôts de munitions en bordure de voie ferrée. La route sur Brocas-les-Forges est barrée par des arbres abattus, et les côtes des « Claous » se prêtant à la guérilla, sont tenues par le groupe du lieutenant Gailhac, de Labrit avec neuf FFI armés de mitraillettes et de grenades. Le groupe Croharé, d'abord échelonné sur la route de Sabres, est vite transporté en camion aux approches du Pont de Cère ; 34 FFI sont présents. Il est 10 h. Les Allemands ont achevé la destruction des dépôts de munitions et sont déjà installés dans le village, occupant des points stratégiques : plateau du château de Rivoyre, pavillon de Camparrouy, place de l'église où s'installent des ambulances, tandis que des camions s'étirent sous les arbres en bordure de chemins. À 12 h, on laisse croire à l'ennemi que les Américains, maîtres de Bordeaux, descendent vers Mont-de-Marsan avec des forces blindées importantes, tandis que des milliers de FFI se concentrent à Mont-de-Marsan. Cette nouvelle arrive aux oreilles du commandant Bauer qui dispose immédiatement ses troupes pour une attaque éventuelle. Pendant ce temps, le capitaine Croharé demande des renforts à Mont-de-Marsan. Il n'en reçoit pas malgré la promesse faite. Ainsi donc, 34 FFI au pont de Cère et 9 aux côtes de Claous reçoivent la mission de tenir en échec une masse de 900 soldats allemands. Le couvre-feu est ordonné à 18 h : toute personne rencontrée en dehors de sa maison sera fusillée sans avertissement.
Les enfants sont éloignés dans la forêt ; les jeunes gens de la résistance, sans arme, assurent les liaisons avec les groupes de FFI, les ravitaillent, se renseignent. À 16 h, les premiers coups de feu éclatent, et aussitôt, c'est le combat. Les Allemands font pleuvoir dans la direction du pont de Cère un déluge de mitraille ; canons de D.C.A., mitrailleuses lourdes et légères, canons antitanks, mitraillettes, fusils, grenades entrent en danse. Le combat dure jusqu'à 3 h du matin.
Le groupe Gailhac prévenu, quitte les « Claous », longe l'Estrigon et vient jusqu'au pont de Cère appuyer ses camarades. La troupe se trouve encerclée, et la seule mitrailleuse lourde dont dispose le groupe Croharé ne peut envoyer une seule rafale. Il faut encore se replier, longer l'Estrigon, s'appuyer aux fermes des Petit et Grand Gahéra, Petit Hazères. Les pièces de D.C.A. tonnent et incendient les granges, brûlant en quelques instants bêtes, matériel agraire, fourrage, grain, etc. Pendant ce temps, un FFI du groupe Croharé, le chasseur Gilbert Benay, 22 ans, domicilié à Libourne, est légèrement blessé par des éclats d'obus à la cuisse et l'épaule. Il essaie de suivre ses camarades et parvient à se réfugier à la ferme du Moulin, se cache dans le grenier après avoir été soigné par les résistants de Cère. Les Allemands l'ont vu, bondissent, font claquer leurs pistolets dans la maison, mettent la main sur le blessé, tenant pour terroristes les cinq petits maquisards de Cère qui ont aidé Benay, et les obligent à le transporter sur une brouette jusqu'au village, devant l'école. Le soldat est laissé là, sur la brouette, pendant plus de deux heures. L'instituteur est à son tour arrêté. Enfin Benay est transporté près du cimetière ; les résistants de Cère faits prisonniers doivent creuser la tombe. Le blessé déclare qu'on n'a pas le droit de le fusiller, car les prisonniers allemands faits par les FFI sont épargnés ; il est catholique et demande à mourir en chrétien et dit « Je meurs pour la France et je suis fier d'avoir combattu pour elle ». Treize fusils le mettent en joue. Benay s'écroule ; le coup de grâce lui est donné par un sous-officier. Ses cinq camarades lui ferment les yeux, puis sont placés à leur tour au poteau d'exécution pendant de longues minutes. Les Allemands les enferment ensuite dans l'église toute la nuit, leur laissant croire qu'ils seront fusillés à l'aube.
Le lendemain, le soldat français assassiné repose dans le cimetière après avoir été mis en bière. À une heure du matin, les Allemands, se croyant toujours encerclés, font éclater des rafales dans toutes les directions et tuent un des leurs. À 3 h, la fusillade cesse. Il faut fuir à tout prix. La route vers Brocas, momentanément dégagée, la colonne s'ébranle lentement, abandonnant sur le champ de bataille camions, charrettes, chevaux, armes, munitions, vivres, vêtements, de quoi remplir plusieurs camions et emportant 10 morts et plusieurs blessés.

## Politique et administration
| Période                                  | Période  | Identité                             | Étiquette | Qualité                       |
| ---------------------------------------- | -------- | ------------------------------------ | --------- | ----------------------------- |
| Les données manquantes sont à compléter. |          |                                      |           |                               |
| 1837                                     | 1848     | Jean Miremont                        |           |                               |
| 1848                                     | 1858     | Baron Jean-Marie de Poyferré de Cère |           |                               |
| 1858                                     | 1880     | Baron Charles de Poyferré de Cère    |           | fils du précédent             |
| 1880                                     | 1938     | Baron Édouard Poyferré de Cère       |           | fils du précédent             |
| 1938                                     | 1947     | Charles de Marcy                     |           |                               |
| 1947                                     | 1953     | Pierre Saint-Guirons                 |           |                               |
| 1953                                     | 1972     | Charles de Marcy                     |           |                               |
| 1972                                     | 1989     | Antoine Pagezy                       |           |                               |
| 1989                                     | 1995     | Bernard Lafage                       |           |                               |
| 1995                                     | 2001     | Joseph Mouchez                       |           | Secrétaire de mairie retraité |
| mars 2001                                | 2008     | Jean-Pierre Fontan                   |           | Enseignant                    |
| mars 2008                                | 2014     | Dominique Cazaux                     |           | Fonctionnaire territorial     |
| mars 2014                                | 2019     | Jean-Pierre Fontan                   | DVG       | Retraité de l'enseignement    |
| 2019                                     | 2020     | Pierre de Bouglon                    |           |                               |
| mai 2020                                 | En cours | Michel Bareyt                        |           |                               |

## Démographie
L'évolution du nombre d'habitants est connue à travers les recensements de la population effectués dans la commune depuis 1793. Pour les communes de moins de 10 000 habitants, une enquête de recensement portant sur toute la population est réalisée tous les cinq ans, les populations de référence des années intermédiaires étant quant à elles estimées par interpolation ou extrapolation. Pour la commune, le premier recensement exhaustif entrant dans le cadre du nouveau dispositif a été réalisé en 2007.

En 2022, la commune comptait 416 habitants, en évolution de +1,96 % par rapport à 2016 (Landes : +5,78 %, France hors Mayotte : +2,11 %).
| 1793 | 1800 | 1806 | 1821 | 1831 | 1836 | 1841 | 1846 | 1851 |
| ---- | ---- | ---- | ---- | ---- | ---- | ---- | ---- | ---- |
| 500  | 427  | 438  | 421  | 497  | 461  | 445  | 452  | 502  |

| 1856 | 1861 | 1866 | 1872 | 1876 | 1881 | 1886 | 1891 | 1896 |
| ---- | ---- | ---- | ---- | ---- | ---- | ---- | ---- | ---- |
| 544  | 597  | 553  | 512  | 529  | 468  | 461  | 450  | 436  |

| 1901 | 1906 | 1911 | 1921 | 1926 | 1931 | 1936 | 1946 | 1954 |
| ---- | ---- | ---- | ---- | ---- | ---- | ---- | ---- | ---- |
| 426  | 410  | 442  | 384  | 357  | 347  | 306  | 282  | 273  |

| 1962 | 1968 | 1975 | 1982 | 1990 | 1999 | 2006 | 2007 | 2012 |
| ---- | ---- | ---- | ---- | ---- | ---- | ---- | ---- | ---- |
| 249  | 254  | 225  | 258  | 279  | 274  | 383  | 399  | 407  |

| 2017 | 2022 | - | - | - | - | - | - | - |
| ---- | ---- | - | - | - | - | - | - | - |
| 411  | 416  | - | - | - | - | - | - | - |

## Lieux et monuments

### Édifices et sites
- Château de Cère, édifié au XVIIIe siècle par la famille de Poyferré, seigneur et baron de Cère[28].
- Église Saint-Martin de Cère.
- Fronton de Cère.
- Four à pain.
- Fontaine Sainte-Eutrope, réputée  soulager les estropiés (Eutrope se dit « Estròpi » en gascon) et les maux de jambe.

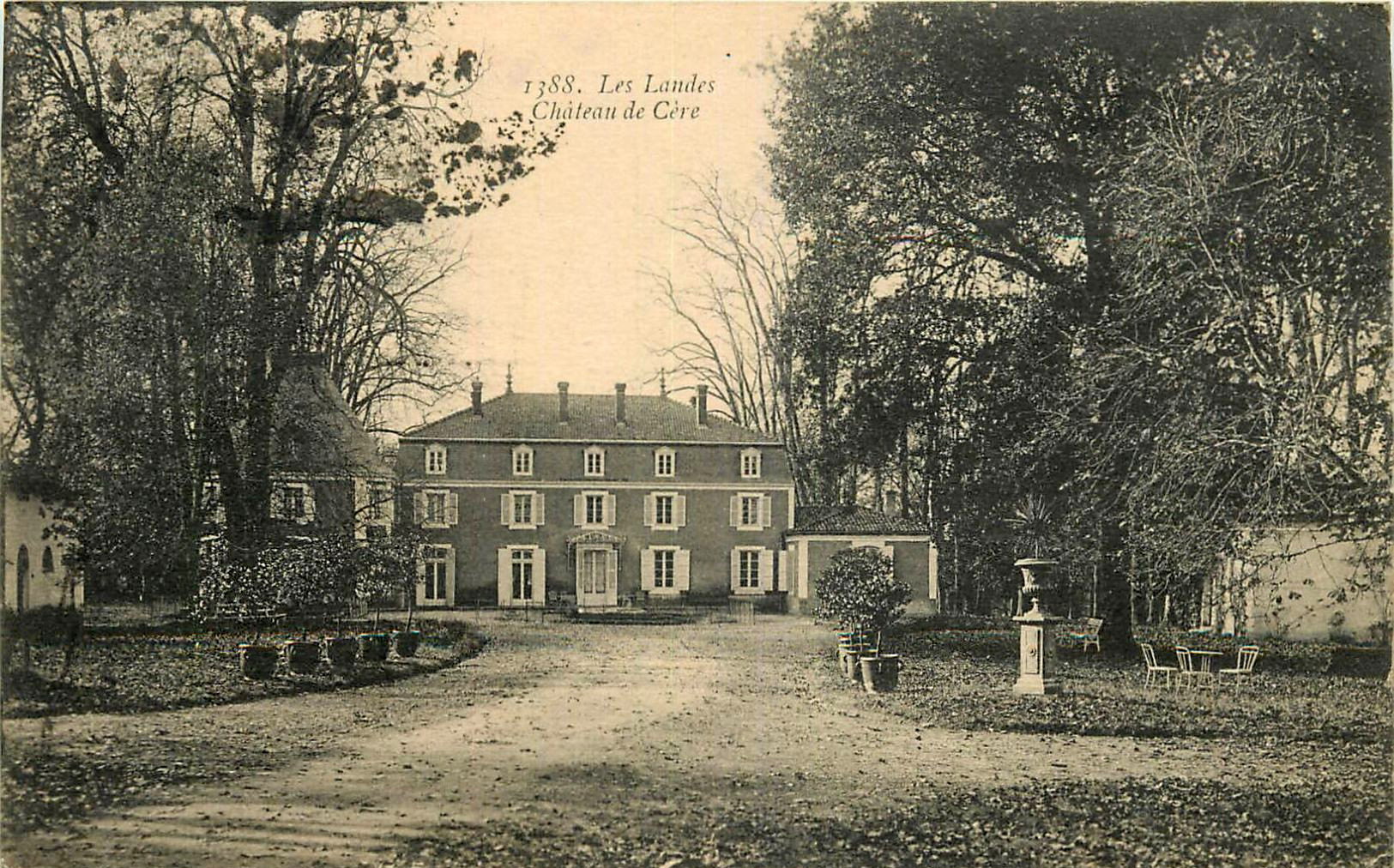
Château de Cère.
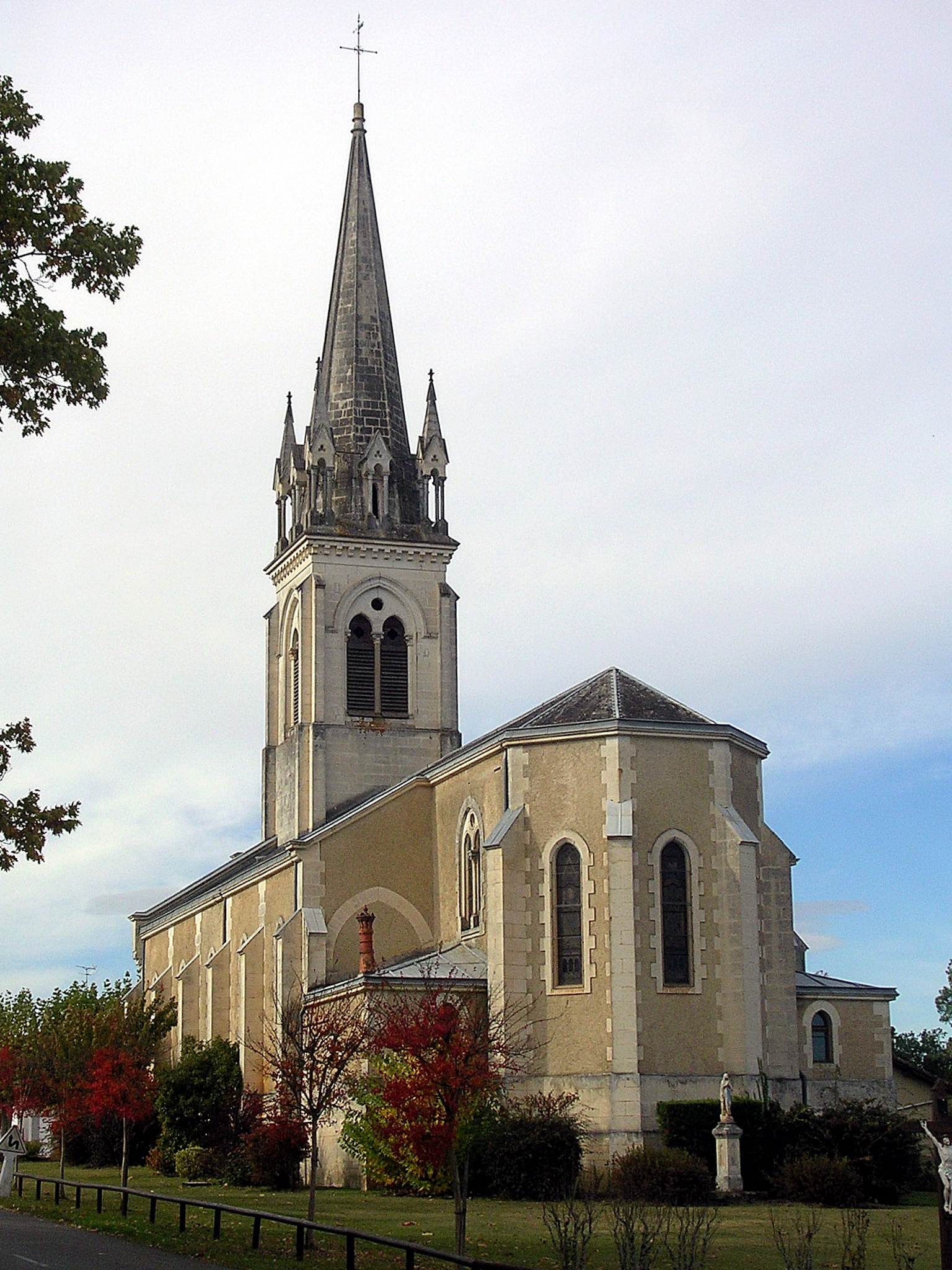
Église Saint-Martin de Cère.
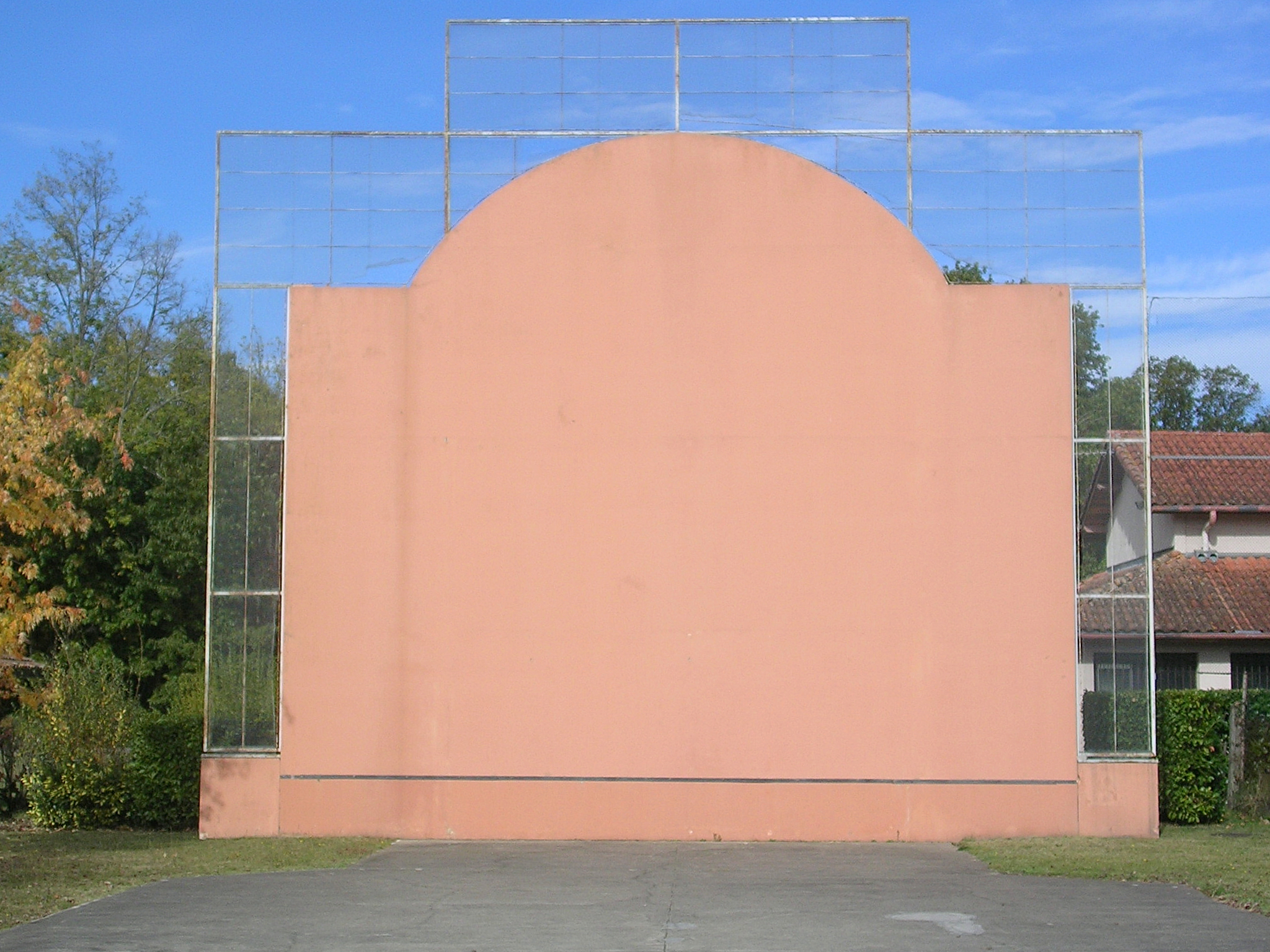
Fronton de Cère.
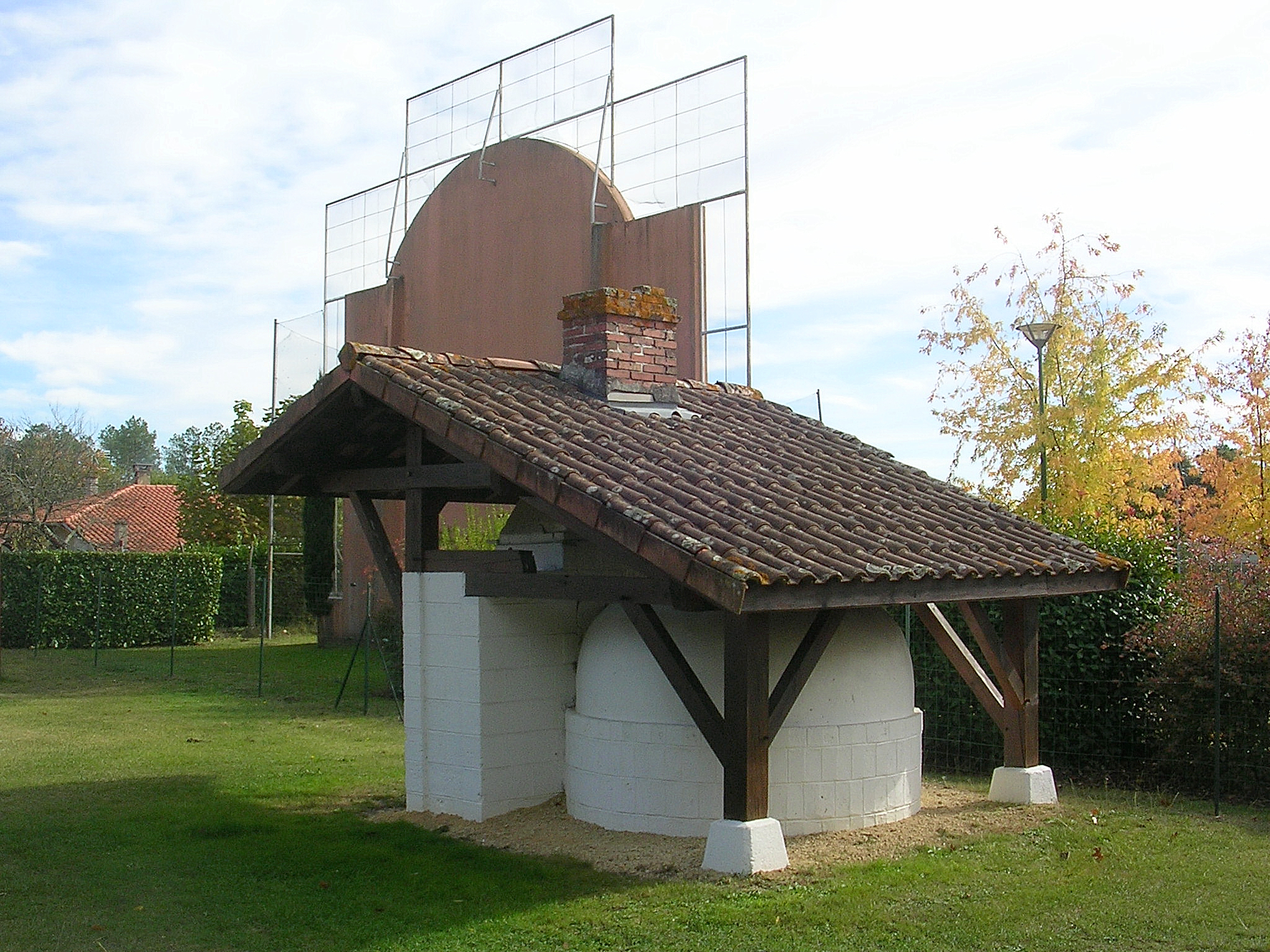
Four à pain de Cère.
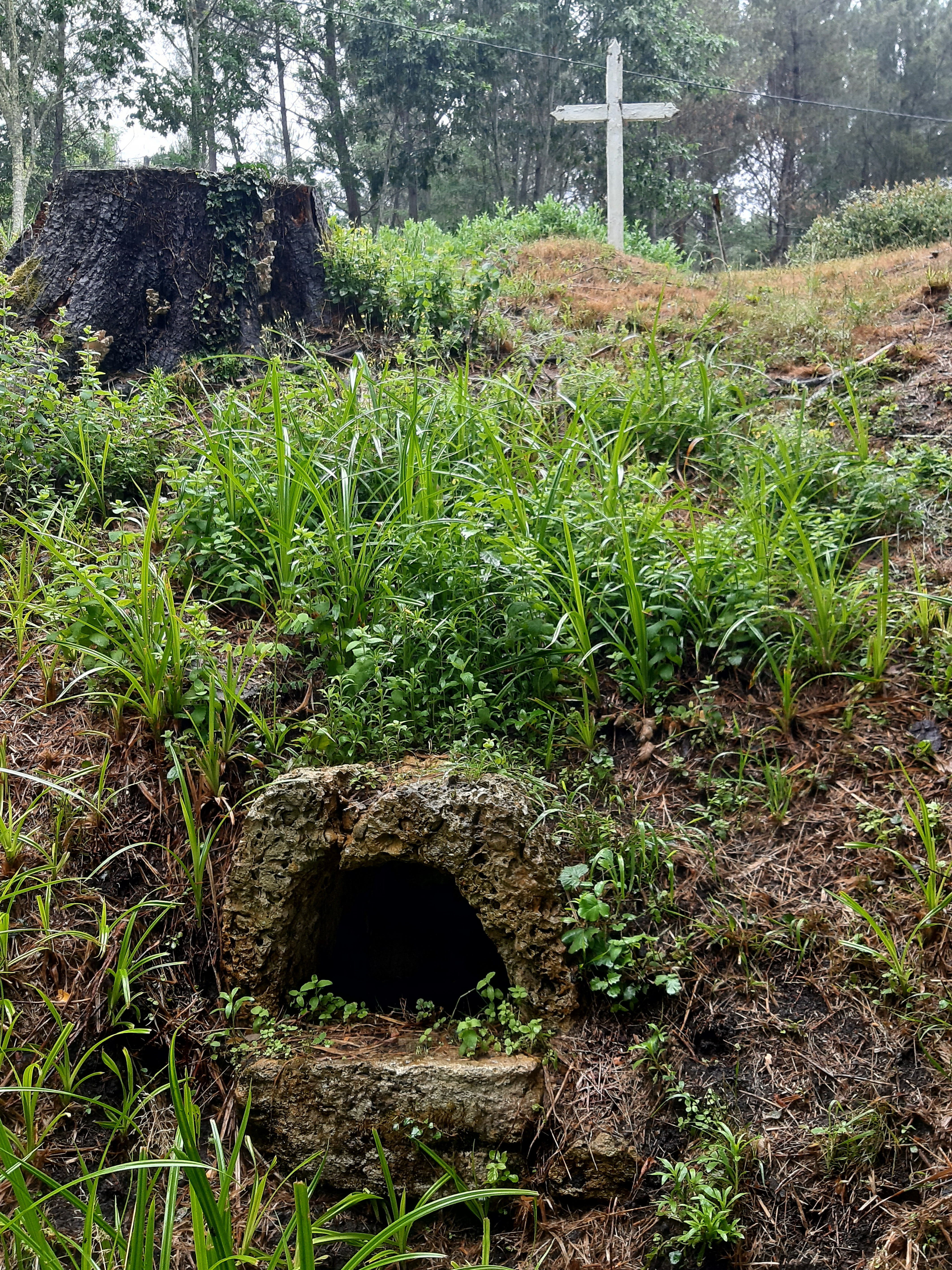
Source Saint-Eutrope (fontaine maçonnée en pierre coquillière).
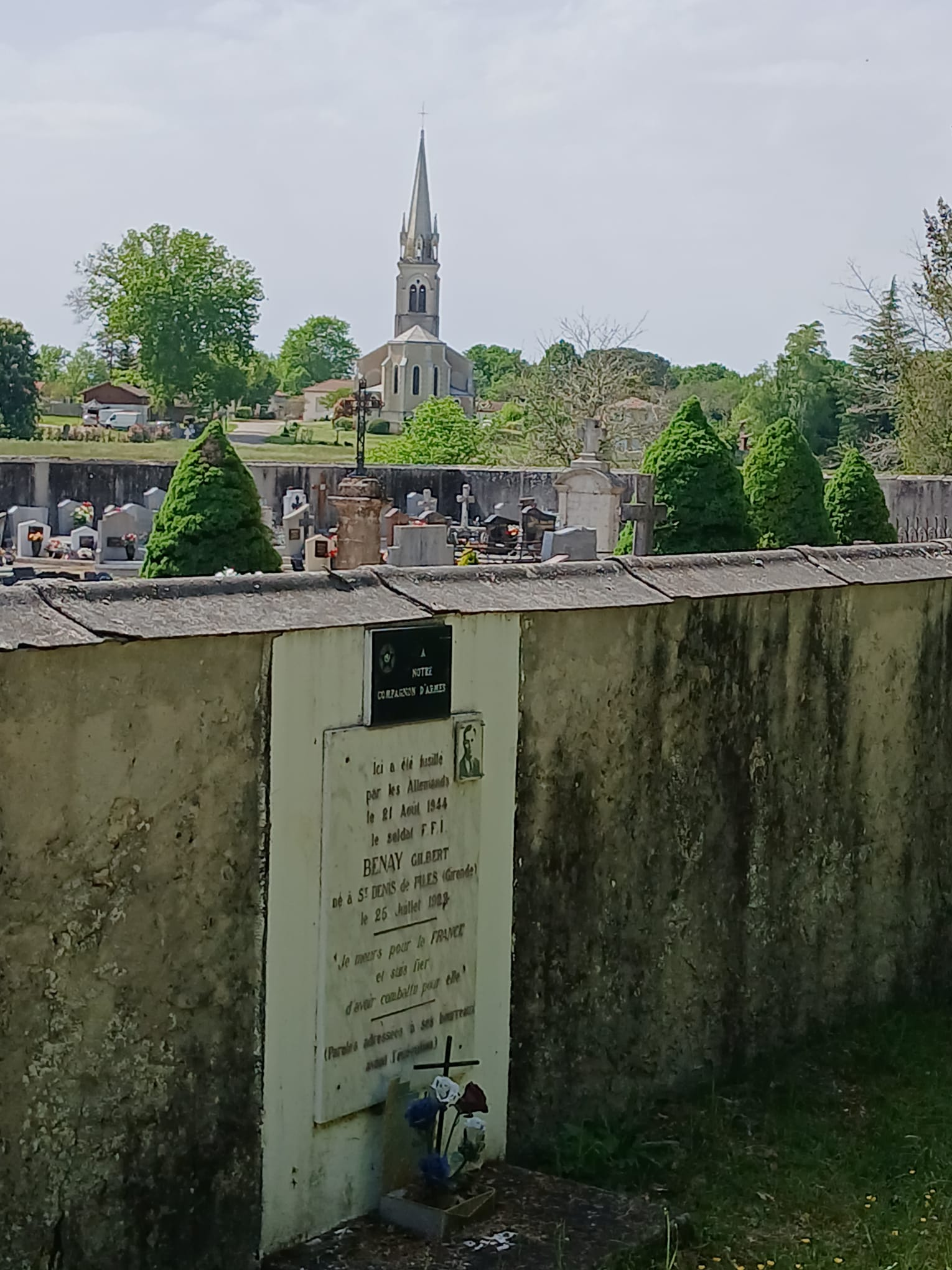
Cimetière de Cère, plaque commémorative dédiée à Gilbert Benay, résistant FFI exécuté en ce lieu par les Allemands le 21 août 1944 à l'âge de 22 ans lors d'un combat connexe à la libération de Mont-de-Marsan.

## Personnalités liées à la commune
- Jean-Marie de Poyferré de Cère.